# 4500 Pascal
4500 Pascal (1989 CL) là một tiểu hành tinh vành đai chính được phát hiện ngày 3 tháng 2 năm 1989 bởi Seiji Ueda và Hiroshi Kaneda ở Kushiro.